# 三氟化铑
三氟化铑是铑的氟化物之一，化学式RhF3。

## 制备
鮭紅色的三氟化铑可由三氯化铑或三碘化铑的氟化反应制得。紫红色的烧绿石型三氟化铑可由RhF3和BrF3加合物的分解反应得到。
从Rh(III)的HF中可以结晶出RhF3的六水合物和九水合物，它们可溶于水，形成黄色溶液。